# اندیس چاه شور
چاه شور یک اندیس فلزی است که در حوالی شهر رفسنجان استان کرمان قرار دارد و مادهٔ معدنی موجود در آن، مس است.سنگ میزبان این اندیس آندزیت است و دیرینگی آن به دوران پالئوژن می‌رسد. در این اندیس، پاراژنز‌های پیریت یافت می‌شوند.